# Back to Black

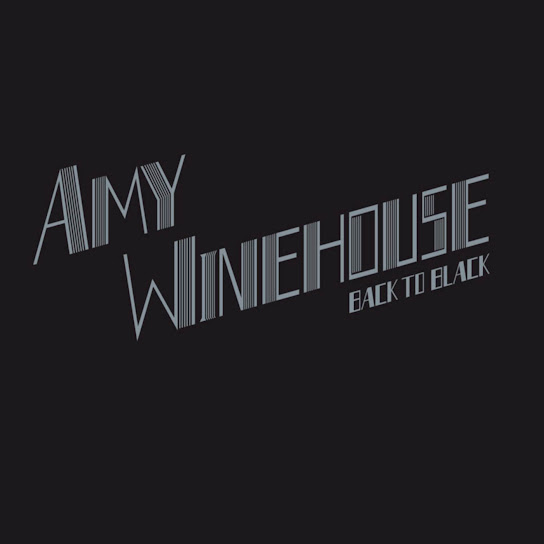
Portada de l'edició Deluxe de l'àlbum (2006).

Back to Black és el segon disc d'estudi de la cantant anglesa Amy Winehouse, que va suposar la seva consagració a nivell internacional. El 2008 rebé el Grammy al millor àlbum de pop vocal i fou nominat al Grammy a l'àlbum de l'any. El disc ha venut 7.284.000 còpies i és el 28 disc més venut segons mediatraffic Fou publicat l'octubre de 2006 a la Gran Bretanya i el març de 2007 a Espanya. Els senzills que han anat sortint d'aquest disc han estat "Rehab", "You Know I'm No Good", "Back to Black", "Tears Dry On Their Own" i "Love Is A Losing Game".
El 10 de febrer del 2008, en el lliurament dels Premis Grammy, Amy Winehouse i Back to Black van sumar 5 Grammys, convertint-se en els grans guanyadors de la nit.

## Llista de cançons
| Núm. | Cançó                                                     | Durada |
| ---- | --------------------------------------------------------- | ------ |
| 1.   | "Rehab"                                                   | 3:35   |
| 2.   | "You know I'm No Good"                                    | 4:17   |
| 3.   | "Me & Mr. Jones"                                          | 2:33   |
| 4.   | "Just Friends"                                            | 3:13   |
| 5.   | "Back to Black"                                           | 4:01   |
| 6.   | "Love Is A Losing Game"                                   | 2:35   |
| 7.   | "Tears Dry on Their Own"                                  | 3:06   |
| 8.   | "Wake up Alone"                                           | 3:42   |
| 9.   | "Some Unholy War"                                         | 2:22   |
| 10.  | "He Can Only Hold Her"                                    | 2:46   |
| 11.  | "Addicted" (per Irlanda i GB)                             | 2:45   |
| 11.  | "You know I'm No Good" (feat. Ghostface Killah) (per EUA) | 3:22   |